# マギーグラフ
マギーグラフとは、グラフ理論のグラフの1つであり、24頂点、36辺の、3-正則グラフである。(3-7)-ケージ とも呼ばれる。
マギーグラフは (3,7)-ケージの唯一の例であり、 内周が7である立方体グラフの最小の例である。また、立方体グラフかつケージで、ムーアグラフではない最小のグラフである。
Sachsがマギーグラフを最初に見つけたが、発表しなかった。その結果、1960年に発表したマギーにちなんで、このグラフはマギーグラフと名付けられた。その後、1966年にウィリアム・トーマス・タットにより、マギーグラフは (3,7)-ケージの唯一の例であることが証明された。
マギーグラフは平面グラフにすると8箇所以上で交叉する。つまり、マギーグラフの交叉数_(グラフ理論)は8である。交叉数が8となる最小な立方体グラフには5つの非同型なグラフがあり、マギーグラフはその1つである。一般化ピーターセングラフ（ナウルグラフ）もその1つであるG(12,5)。
マギーグラフの距離は 4、直径は 4、彩色数は 3 、彩色指数は 3である。マギーグラフは 3-頂点連結グラフ であり 3-辺連結グラフである。 本型埋め込み((book embedding)の厚み(book thickness)は 3 であり、queue numberは 2である。

## 代数的性質
マギーグラフの特性多項式は{\displaystyle x^{3}(x-3)(x-2)^{3}(x+1)^{2}(x+2)(x^{2}+x-4)(x^{3}+x^{2}-4x-2)^{4}}である。
マギーグラフの自己同型群の位数は 32 であり、その頂点は推移的ではない。つまり、長さ8や16の2つの頂点軌道をもつ。マギーグラフはvertex-transitive graphではない（頂点が推移的でない）最小の立方体グラフである・

## ギャラリー

マギーグラフの交叉数は8
マギーグラフの彩色数は3
マギーグラフの彩色指数は3である
マギーグラフの非循環彩色数は3である
マギーグラフの他の表現